# クロンボー城
クロンボー城（クロンボーグ城、デンマーク語: Kronborg Slot [ˈkʀoːnbɔːʔʀ] 英語: Kronborg Castle）とは、デンマークのシェラン島北東部のヘルシンゲル（Helsingør、英名：Elsinore）にある古城である。2000年に、ユネスコの世界遺産（文化遺産）に登録された。
デンマーク語で「ボー」（borg）は「城」を意味し、デンマークでは単にクロンボーとも呼ばれる。

## 概要

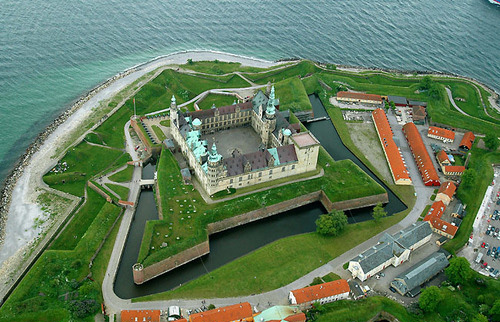
上空から望むクロンボー城

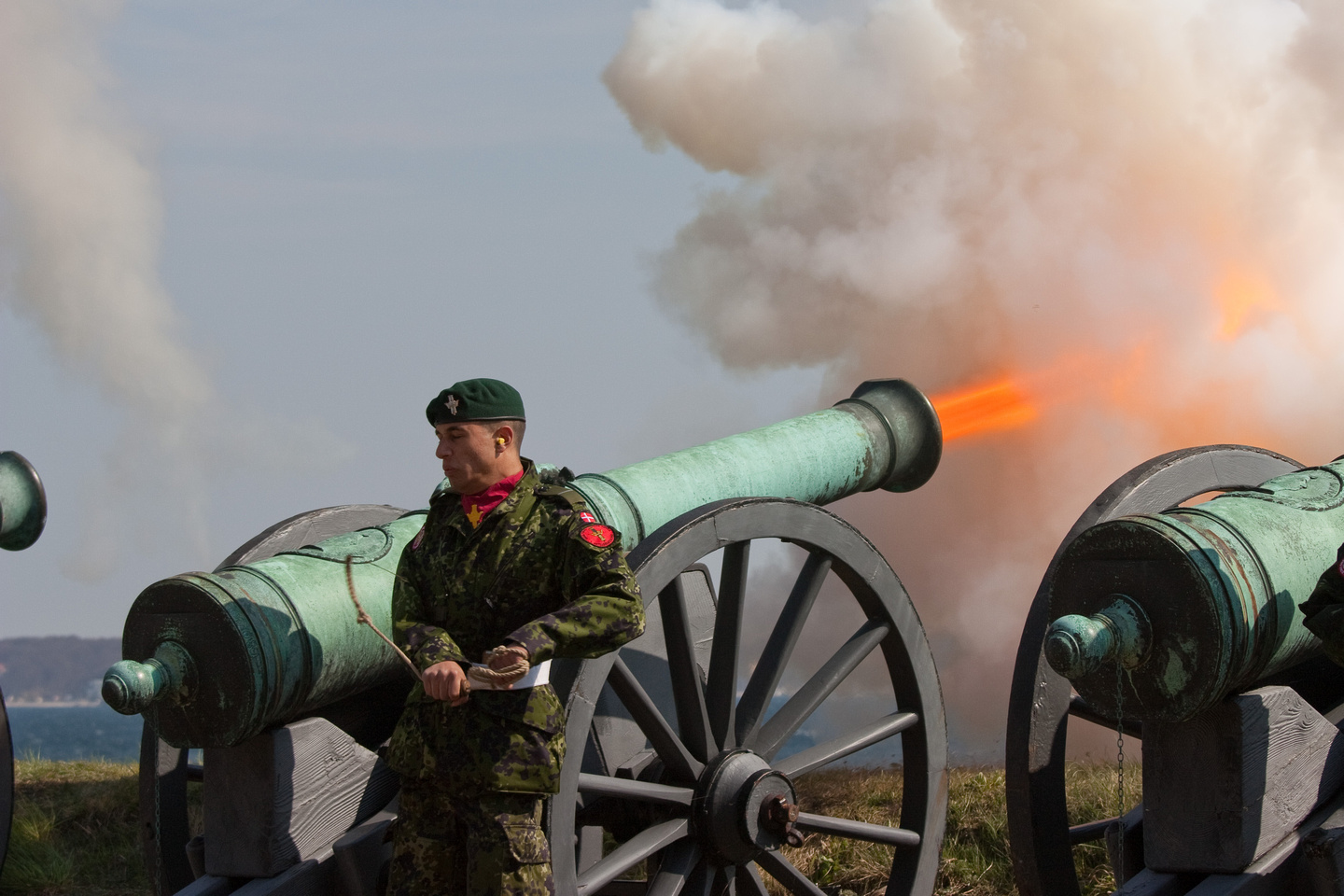
マルグレーテ2世の誕生日を祝い礼砲射撃を行うデンマーク軍

デンマークの首都コペンハーゲンから北に約30kmの、バルト海に面した海岸線にあり、わずか幅7kmのエーレスンド海峡（カテガット海峡の最奥）を挟んでスウェーデンのヘルシンボリと対峙する。ヘルシンゲルの地名に関する記録の初出は13世紀にさかのぼるが、この地にカルマル同盟の盟主となったデンマーク王エーリク7世がクロンボー城の前身にあたる砦（Krogen）を築いたのは1420年代である。北欧統一の間に疲弊した経済を立て直すための策の1つとして課したエーレスンド海峡通行税の徴収拠点とするためであった。
1574年から1585年にかけて、フレゼリク2世の命により大規模な大改造が実施された。その目的は時代遅れとなった要塞機能の再強化と、加えて王宮としての機能追加であった。1585年に増改築が終了した砦は三階建てで四方を翼廊に囲まれ、外縁部に塔を備えた大規模なルネサンス様式の建造物へ変身していた。このころからクロンボーと呼ばれるようになる。
1629年9月、失火によりクロンボー城の大半が焼失した。礼拝堂はアーチが頑丈であったために失われずにすんだ。クリスチャン4世は修復費用を出し渋る王国評議会を口説き、海峡通行税を増税してまで1631年に修復工事を実施した。6年にわたる工事では塔を高くするなど防御力強化が図られると同時に、城内も改修され、初期バロック様式が導入された。このときにユトレヒトから招かれたヘラルト・ファン・ホントホルストやサロモン・コニンクが新たに描いた天井画は今に残されている。
1658年、クロンボーはスウェーデンのカール・グスタフ・ウランゲルに攻められて落城する。スウェーデン勢が城を放棄した後の17世紀末期には、さらに城の外郭を強化する工事が行われた。1760年から1763年にはフレデリク5世が使用するために北側の翼廊が改修されたが、以後クロンボー城に王が住まうことはなかった。1772年には、クーデターの発生で囚われの身となったデンマーク王クリスチャン7世の妃カロリーネ・マティルデが一時期クロンボーに幽閉された。
1785年以降、1924年まで城はデンマーク軍の基地司令部として利用されていた。そのため、城内は創建当時の面影を残していない。
2012年9月、トリップアドバイザーの企画「バケットリスト」の「世界の名城25選」に選ばれた。
1760年代に使われていた12ポンド砲が保管されており、王室の慶事ではデンマーク軍が礼砲射撃を行う。

## ハムレット
シェイクスピアの戯曲『ハムレット』の舞台「エルシノア城」として有名な城であるが、シェイクスピア自身がこの城を訪れたことはない。城内には、シェイクスピアを記念した石版が掲げられており、毎年夏には城の中庭を使ってHAMLET SOMMERと題する演劇公演が行われている。

## 登録基準
この世界遺産は世界遺産登録基準のうち、以下の条件を満たし、登録された（以下の基準は世界遺産センター公表の登録基準からの翻訳、引用である）。
- (4) 人類の歴史上重要な時代を例証する建築様式、建築物群、技術の集積または景観の優れた例。